# Ha'Ach Ha'Gadol

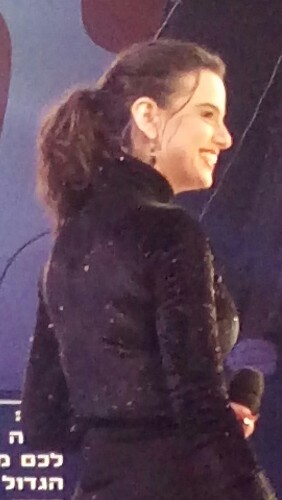
Corrin Gideon, animatrice de l'émission Ha'Ach Ha'Gadol en 2017

Ha'Ach Ha'Gadol (hébreu : האח הגדול) est la version israélienne de l'émission de téléréalité Big Brother.